# Конвой RA 54B
Конвой RA 54B (англ. Convoy RA 54B) — арктичний конвой транспортних і допоміжних суден у кількості 13 одиниць, який у супроводженні союзних кораблів ескорту прямував від радянських портів до берегів Ісландії та Шотландії. Конвой вийшов 26 листопада з Архангельська та 9 грудня 1943 року благополучно прибув до Лох Ю. Конвой не був атакований на маршруті руху, втрат не мав.

## Кораблі та судна конвою RA 54B

### Транспортні судна
| Назва                  | Прапор          | Тоннаж (GRT) | Прим.                   |
| ---------------------- | --------------- | ------------ | ----------------------- |
| Artigas (1920)         | Панама          | 5 613        |                         |
| Atlantic (1939)        | Велика Британія | 5 414        |                         |
| Bering (1920)          | США             | 7 631        |                         |
| Copeland (1923)        | Велика Британія | 1 526        | Рятувальне судно конвою |
| Dover Hill (1918)      | Велика Британія | 5 815        |                         |
| Empire Scott (1941)    | Велика Британія | 6 150        | судно комодора конвою   |
| Llandaff (1937)        | Велика Британія | 4 825        |                         |
| Marathon (1930)        | Норвегія        | 7 208        | відстав від конвою      |
| Norlys (1936)          | Панама          | 9 892        | Танкер-заправник конвою |
| Pieter de Hoogh (1941) | Нідерланди      | 7 168        |                         |

### Кораблі ескорту
| Кораблі ближнього ескорту                                  |                                         |                                                          |                                                                  |
| «Імпалсів»                                                 | Військово-морські сили Великої Британії | ескадрений міноносець типу «I»                           | 28 листопада — 5 грудня                                          |
| «Інконстант»                                               | Військово-морські сили Великої Британії | ескадрений міноносець типу «I»                           | 27 листопада — 9 грудня                                          |
| «Онслоу»                                                   | Військово-морські сили Великої Британії | Лідер ескадрених міноносців типу «O»                     | 28 листопада — 5 грудня                                          |
| «Онслот»                                                   | Військово-морські сили Великої Британії | Ескадрений міноносець типу «O»                           | 28 листопада — 5 грудня                                          |
| «Орвелл»                                                   | Військово-морські сили Великої Британії | ескадрений міноносець типу «O»                           | 28 листопада — 5 грудня                                          |
| «Хайда»                                                    | Військово-морські сили Канади           | ескадрений міноносець типу «Трайбл»                      | 28 листопада — 5 грудня                                          |
| «Гурон»                                                    | Військово-морські сили Канади           | ескадрений міноносець типу «Трайбл»                      | 28 листопада — 5 грудня                                          |
| «Ірокеу»                                                   | Військово-морські сили Канади           | ескадрений міноносець типу «Трайбл»                      | 28 листопада — 4 грудня                                          |
| «Вайтхолл»                                                 | Військово-морські сили Великої Британії | ескадрений міноносець «Модифікований Адміралті» типу «W» | 27 листопада — 9 грудня                                          |
| «Бріссенден»                                               | Військово-морські сили Великої Британії | ескортний міноносець типу «Хант»                         | 5 — 9 грудня                                                     |
| «Міддлтон»                                                 | Військово-морські сили Великої Британії | ескортний міноносець типу «Хант»                         | 5 — 9 грудня                                                     |
| «Саладин»                                                  | Військово-морські сили Великої Британії | ескадрений міноносець типу «S»                           | 5 — 9 грудня                                                     |
| «Скейт»                                                    | Військово-морські сили Великої Британії | ескадрений міноносець типу «R»                           | 5 — 9 грудня                                                     |
| «Хізер»                                                    | Військово-морські сили Великої Британії | корвет типу «Флавер»                                     | 27 листопада — 9 грудня                                          |
| «Харрієр»                                                  | Військово-морські сили Великої Британії | тральщик типу «Гальсіон»                                 | 27 листопада — 9 грудня                                          |
| «Гусар»                                                    | Військово-морські сили Великої Британії | тральщик типу «Гальсіон»                                 | 26 — 28 листопада                                                |
| «Сігал»                                                    | Військово-морські сили Великої Британії | тральщик типу «Гальсіон»                                 | 26 — 28 листопада                                                |
| HMS Lord Austin (FY220)                                    | Військово-морські сили Великої Британії | протичовновий траулер                                    | 26 листопада — 9 грудня                                          |
| Крейсерська група конвою (27 листопада — 3 грудня)         |                                         |                                                          |                                                                  |
| «Кент»                                                     | Військово-морські сили Великої Британії | важкий крейсер типу «Каунті»                             |                                                                  |
| «Джамайка»                                                 | Військово-морські сили Великої Британії | Легкий крейсер типу «Коронна колонія»                    |                                                                  |
| «Бермуда»                                                  | Військово-морські сили Великої Британії | легкий крейсер типу «Коронна колонія»                    |                                                                  |
| Океанська група прикриття конвою (27 листопада — 3 грудня) |                                         |                                                          |                                                                  |
| «Енсон»                                                    | Військово-морські сили Великої Британії | Лінійний корабель типу «Кінг Джордж V»                   | Флагманський корабель командира групи віцеадмірала Брюса Фрезера |
| «Белфаст»                                                  | Військово-морські сили Великої Британії | легкий крейсер типу «Таун» (1936)                        |                                                                  |
| «Ашанті»                                                   | Військово-морські сили Великої Британії | ескадрений міноносець типу «Трайбл»                      | 27 листопада — 3 грудня (з перервою через погані погодні умови)  |
| «Матчлес»                                                  | Військово-морські сили Великої Британії | ескадрений міноносець типу «M»                           | 27-29 листопада                                                  |
| «Маскітер»                                                 | Військово-морські сили Великої Британії | ескадрений міноносець типу «M»                           | 27 листопада — 3 грудня (з перервою через погані погодні умови)  |
| «Орібі»                                                    | Військово-морські сили Великої Британії | ескадрений міноносець типу «O»                           | 27 листопада — 3 грудня (з перервою через погані погодні умови)  |